# Казе Нуове (Пиза)
Казе Нуове је насеље у Италији у округу Пиза, региону Тоскана.
Према процени из 2011. у насељу је живело 22 становника. Насеље се налази на надморској висини од 88 м.